# Estrela de classe B da sequência principal
| Tipo espectral | Raio (R☉) | Massa (M☉) | Teff (K) | log g (cgs) |
| -------------- | --------- | ---------- | -------- | ----------- |
| B0V            | 10,00     | 17,00      | 25000    | 4,0         |
| B1V            | 6,42      | 13,21      | 25400    | 3,9         |
| B2V            | 5,33      | 9,11       | 20800    | 3,9         |
| B3V            | 4,80      | 7,60       | 18800    | 4,0         |
| B5V            | 3,90      | 5,90       | 15200    | 4,0         |
| B6V            | 3,56      | 5,17       | 13800    | 4,0         |
| B7V            | 3,28      | 4,45       | 12400    | 4,1         |
| B8V            | 3,00      | 3,80       | 11400    | 4,1         |
| B9V            | 2,70      | 3,29       | 10600    | 4,1         |

Uma estrela de classe B da sequência principal (B V) é uma estrela de tipo espectral B e classe de luminosidade V (ou seja, está na sequência principal, gerando energia pela fusão de hidrogênio no núcleo). Essas estrelas têm entre 2 e 16 vezes a massa do Sol e temperaturas efetivas entre 10 000 e 30 000 K. Estrelas de tipo B são extremamente luminosas e azuis. Seus espectros possuem linhas de hélio neutro, que são mais proeminentes na subclasse B2, e linhas de hidrogênio moderadas. Exemplos de estrelas desse tipo incluem Regulus e Algol A.
Esta classe de estrelas foi introduzida com a sequência de Harvard de espectros estelares e publicada no Harvard Revised Photometry Catalogue. Espectros de tipo B foram definidos pela presença de linhas de hélio não ionizado (He I), com a ausência de hélio unicamente ionizado (He II) na região azul-violeta do espectro. Todas as classes espectrais, incluindo a B, foram subdivididas com um sufixo numérico indicando o quanto elas se aproximavam da próxima classificação. Assim, por exemplo, a subclasse B2 corresponde a dois décimos do caminho entre tipo B (ou B0) e  tipo A.
Espectros de maior resolução mostraram que as estrelas de tipo B0 possuem linhas de hélio ionizado, e que, da mesma forma, estrelas A0 também possuem linhas fracas de hélio não ionizado. Catálogos subsequentes de espectros estelares classificaram as estrelas com base na intensidade das linhas de absorção em comprimentos de onda específicos, ou comparando a intensidade de duas linhas distintas. Assim, no sistema de classificação MK, o tipo espectral B0 tem a linha no comprimento de onda 438,7 nm sendo mais intensa que a linha a 420,0 nm. A série de Balmer de linhas de hidrogênio fica mais intensa ao longo da classe B, então têm seu pico de intensidade na subclasse A2. As linhas de silício ionizado e magnésio são utilizados para distinguir entre as subclasses do tipo espectral B.
Estrelas de classe B não têm uma corona nem uma zona de convecção na sua atmosfera externa. Elas apresentam uma taxa de perda de massa superior à de estrelas menores como o Sol, e seus ventos estelares possuem velocidade de cerca de 3 000 km/s. A geração de energia em estrelas de classe B da sequência principal vem do ciclo CNO de fusão termonuclear. Como o ciclo CNO é bastante sensível à temperatura, a geração de energia é fortemente concentrada no centro da estrela, criando uma zona de convecção no núcleo. Isso resulta em uma constante mistura do hidrogênio combustível com o hélio subproduto da fusão nuclear. Estrelas de classe B frequentemente possuem uma alta taxa de rotação, com uma velocidade de rotação equatorial de aproximadamente 200 km/s.
Estrelas massivas, de classe O e B, têm um tempo de vida na sequência principal muito menor que o do estrelas como o Sol, de cerca de 12 milhões de anos para uma estrela com 15 vezes a massa solar e 500 milhões de anos para uma estrela com 2,5 vezes a massa solar. Como os aglomerados estelares onde as estrelas se formam tendem a dispersar com o tempo, essas estrelas são encontradas preferencialmente nos braços espirais da Via Láctea, nas regiões de formação estelar, formando as associações OB, chamadas assim porque seus membros mais brilhantes são de classe O e B.

## Espectros padrões
O sistema Yerkes Atlas revisado (Johnson & Morgan 1953) listou várias estrelas de tipo B com espectros padrões, para serem usados para classificar outras estrelas por comparação, mas nem todos sobreviveram até o presente. Os "pontos âncora" do sistema de classificação espectral MK entre as estrelas de classe B da sequência principal, ou seja, aquelas estrelas padrões cuja classificação manteve-se constante ao longo dos anos e pode ser usada para definir as demais, são Upsilon Orionis (B0 V), Eta Aurigae (B3 V), Eta Ursae Majoris (B3 V). Além dessas âncoras padrões, a importante revisão do sistema de classificação MK por Morgan & Keenan (1973) listou como padrões Tau Scorpii (B0 V), Omega Scorpii (B1 V), 42 Orionis (B1 V), 22 Scorpii (B2 V), Rho Aurigae (B5 V) e 18 Tauri (B8 V). O Atlas Espectral MK Revisto de Morgan, Abt, & Tapscott (1978) contribuiu com os padrões Beta2 Scorpii (B2 V), 29 Persei (B3 V), HD 36936 (B5 V) e HD 21071 (B7 V). Gray & Garrison (1994) contribuíram com dois padrões da subclasse B9 V: Omega Fornacis A e HR 2328. O único padrão B4 V publicado é 90 Leonis, de Lesh (1968). Não há consenso sobre o padrão B6 V.